# 大塚紗英
大塚 紗英（おおつか さえ、1995年10月10日 - ）は、日本のシンガーソングライター、声優、ギタリスト。神奈川県出身。

## 経歴
楽器に触れたのは幼少期で、母親に買ってもらったおもちゃのピアノを弾いていた。また、5歳の時に初めて曲作りをしたと語っている。
小学生の時には音楽委員会に所属し、中学生の時は吹奏楽部でトロンボーンを担当していた。
2011年8月1日、相鉄ジョイナス付近にて路上ライブ活動を開始。以降定期的に路上ライブ活動を行っており、声優の仕事とエレキギターは『BanG Dream!』プロジェクトがきっかけで始めたと語っている。
一部インタビュー等でエンドース契約に関する記載があり、誤解されるが、大塚個人がメーカー等とエンドース契約を行っているという話では無い。
2020年2月にavex traxからミニアルバム『アバンタイトル』を発売し、シンガーソングライターとしてソロデビュー。歌唱のほか、楽曲の作詞・作曲も自身で行っている。
2022年6月30日をもって契約期間満了により事務所エースクルー・エンタテインメントを退所。

## 人物
- 尊敬するアーティストに水樹奈々、久石譲を挙げている[3]。憧れの声優には沢城みゆきを挙げている[3]。
- 4人兄弟の長女[7]。好きな食べ物はハンバーグ、おしるこ、ラーメンである[3]。
- 特技はフルーツカット、作詞作曲、弾き語りで、ギターの練習で行き詰った時にはテレビを観ながら練習していると語っている[10][5]。また、ピアノ経験もある[5]。お気に入りの機材にBOSSのDD-20 GIGA DELAYを挙げている[3]。
- 趣味は食べる事、入浴、ランニング、漫画、木の写真を撮って歩くことである[5]。お気に入りの漫画・アニメには『魔法少女リリカルなのは』シリーズを挙げている[5]。
- つがいで買ったうさぎが繁殖し、2017年4月時点で23羽飼っている[3]。TVアニメ『BanG Dream!』に登場したうさぎのモデルにもなっている[11][12]。
- 声優としてデビューした後も楽曲制作は続けており、avex traxからソロデビューするまでは自身のファンミーティングなどで披露していた。デビュー曲「What's your Identity?」は大塚が声優として参加する『BanG Dream!』シリーズや同作品のシリーズ構成・脚本を務める綾奈ゆにことの交流をきっかけに制作された楽曲である[7]。
- かつて同じ事務所エースクルー・エンタテインメントに所属していた志崎樺音、BanG Dream!などで共演をしている紡木吏佐とは、｢ヤバ会｣と称し集まって食事などをしたりしてとても仲がいい。また、アイドルグループ・Juice=Juiceの井上玲音とはラジオでの共演以後、交流がある[13]

## 出演
太字はメインキャラクター。

### テレビアニメ
2017年
- BanG Dream!（2017年 - 2022年、花園たえ） - 3シリーズ + 1作品

2018年
- BanG Dream! ガルパ☆ピコ（2018年 - 2022年、花園たえ） - 3シリーズ

2019年
- フューチャーカード 神バディファイト（伊武マリア）
- バミューダトライアングル 〜カラフル・パストラーレ〜（ラウラ）

2020年
- りばあす（鳥越樹里）
- D4DJ（2020年 - 2023年、月見山渚） - 2シリーズ + 特別編

2021年
- ぷっちみく♪ D4DJ Petit Mix（月見山渚）
- ぼくたちのリメイク（樋山友梨佳）

2023年
- BanG Dream! It's MyGO!!!!!（花園たえ）

2024年
- とーがね!クロニクル（時坂めぐる）

### 劇場アニメ
- BanG Dream! FILM LIVE / 2nd Stage（2019年 - 2021年、花園たえ[25][26]） - 2作品
- 劇場版 BanG Dream! Episode of Roselia I：約束（2021年、花園たえ）
- 劇場版 BanG Dream! ぽっぴん'どりーむ!（2022年、花園たえ[27]）

### ゲーム
- めがみめぐり（2016年、ソトオリヒメ[28]）
- バンドリ！ガールズバンドパーティ！（2017年 - 2024年、花園たえ[29]）
- 少女☆歌劇 レヴュースタァライト -Re LIVE-（2020年、花園たえ）
- D4DJ Groovy Mix（2020年 - 2024年、月見山渚〈初代〉[30][31]）

### デジタルコミック
- コミック版 BanG Dream!（2020年、花園たえ[32]）

### 舞台
- We are RAISE A SUILEN〜BanG Dream! The Stage〜（2020年7月15日 - 19日、天王洲 銀河劇場）花園たえ 役[33][34]

### ラジオ
※はインターネット配信。
- R WORLD RADIO（2017年、NACK5） - アシスタント[35]
- TSONEUNITED 大塚紗英「おやすmistyの前に」（2018年、TS ONE）[36]
- 大塚紗英のRadio Crew（2019年、AuDee※）
- D4DJ フローラルトゥナイト（2021年 - 、FMヨコハマ・HiBiKi Radio Station※）
- 大塚紗英「最高のロマンを魅せてあげる」（2022年 - 、AuDee※）
- 大塚紗英のすべりそうですべらないラジオ（2023年、Tokyo Star Radio）[37]
- Romance Port Night（2024年 - 、FMヨコハマ）

### テレビ番組
※はインターネット配信。
- 月刊ブシロードTV（TOKYO MX）コーナーレギュラー
- バンドリ!TV（2018年 - 、TOKYO MX）コーナーレギュラー

### その他
- パチスロ L D4DJ Pachi-Slot Mix（2024年、月見山渚[38]）

## ディスコグラフィ

### デジタルシングル
|      | 発売日         | タイトル                           | 収録アルバム       |
| ---- | -------------- | ---------------------------------- | ------------------ |
| 1st  | 2022年11月18日 | 吸いがら                           | ロマンスのはじまり |
| 2nd  | 2023年1月20日  | ロマンスは映画より奇なり           | ロマンスのはじまり |
| 3rd  | 2023年6月18日  | 全人類ヒューマノイド               |                    |
| 4th  | 2023年8月14日  | ドン・キホーテ・デート             |                    |
| 5th  | 2023年12月18日 | 蛍陽                               |                    |
| 6th  | 2024年5月10日  | アクアパッツァ                     |                    |
| 7th  | 2024年10月10日 | 人生は愛と夢と冒険だ               |                    |
| 8th  | 2025年2月19日  | ザッツマイアイデンティティ         |                    |
| 9th  | 2025年5月28日  | 恋人じゃない何か                   |                    |
| 10th | 2025年7月30日  | どんな言語よりそれはアイラブユー。 |                    |

### EP
|        | 発売日        | タイトル           | 規格品番 | オリコン 最高位 |
| 通常盤 | 発売日        | タイトル           |          | オリコン 最高位 |
| ------ | ------------- | ------------------ | -------- | --------------- |
| 1st    | 2023年3月29日 | ロマンスのはじまり |          |                 |

### ミニアルバム
|          | 発売日        | タイトル       | 規格品番     | 規格品番     | 規格品番   | オリコン 最高位 |
| ライブ盤 | 発売日        | タイトル       | MV盤         | 通常盤       |            | オリコン 最高位 |
| -------- | ------------- | -------------- | ------------ | ------------ | ---------- | --------------- |
| 1st      | 2020年2月26日 | アバンタイトル | AVCD-96441/B | AVCD-96442/B | AVCD-96443 | 19位            |
| 2nd      | 2021年7月14日 | スター街道     | AVCD-96721/B | AVCD-96722/B | AVCD-96723 | 19位            |

### ライブアルバム
|     | 発売日        | タイトル                      | 規格品番  | 備考 |
| --- | ------------- | ----------------------------- | --------- | ---- |
| 1st | 2023年7月16日 | LIVE ロマンスは映画より奇なり | GRRS-0002 |      |

### キャラクターソング
| 発売日   | 商品名                                                                        | 歌 | 楽曲                                                                                     | 備考                                                             |
| 2016年   | 2016年                                                                        | 2016年 | 2016年                                                                                   | 2016年                                                           |
| -------- | ----------------------------------------------------------------------------- | --- | ---------------------------------------------------------------------------------------- | ---------------------------------------------------------------- |
| 12月21日 | めがみめぐり                                                                  | ツクモ（伊藤彩沙）、アマテラスオオミカミ（尾崎由香）、アメノウズメ（佐々木未来）、ソトオリヒメ（大塚紗英）、ククリヒメ（今村彩夏）、コノハナサクヤヒメ（鈴木愛奈）、トヨタマヒメ（上田麗奈）、イシコリドメ（大亀あすか） 、アメノサグメ（千菅春香） | 「ファイファイ ハイテンション！」                                                        | ゲーム『めがみめぐり』関連曲                                     |
| 2017年   |                                                                               | |                                                                                          |                                                                  |
| 6月21日  | TVアニメ「BanG Dream!」キャラクターソング Vol.2 花園たえ「花園電気ギター!!!」 | 花園たえ（大塚紗英） | 「花園電気ギター!!!」 「走り始めたばかりのキミに〜Acoustic Ver.〜」                      | テレビアニメ『BanG Dream!』関連曲                                |
| 6月28日  | 「めがみめぐり」キャラクターソング LEVEL MAX/新世界創造                       | ソトオリヒメ（大塚紗英）、イシコリドメ（大亀あすか） | 「LEVEL MAX」                                                                            | ゲーム『めがみめぐり』関連曲                                     |
| 2020年   |                                                                               | |                                                                                          |                                                                  |
| 1月29日  | Dig Delight! Bver.                                                            | 燐舞曲 | 「瞬動-movement-」                                                                       | 『D4DJ』関連曲                                                   |
| 4月22日  | Direct Drive!                                                                 | 燐舞曲 | 「カレンデュラ」                                                                         | 『D4DJ』関連曲                                                   |
| 6月24日  | Cosmic CoaSTAR                                                                | 燐舞曲 | 「Horizontal Oath」                                                                      | 『D4DJ』関連曲                                                   |
| 7月3日   | Reバース GO!                                                                  | 鶏とナスの三ツ星シチュー | 「Reバース GO!」                                                                         | テレビアニメ『りばあす』エンディングテーマ                       |
| 7月3日   | Reバース GO! ヴィーナス                                                       | 鳥越樹里（大塚紗英） | 「Reバース GO!」                                                                         | テレビアニメ『りばあす』関連曲                                   |
| 11月18日 | prayer[s]                                                                     | 燐舞曲 | 「prayer[s]」 「ニルヴァナ」                                                             | 『D4DJ』関連曲                                                   |
| 2021年   |                                                                               | |                                                                                          |                                                                  |
| 1月20日  | D4DJ Groovy Mix カバートラックス vol.1                                        | 燐舞曲 | 「名前のない怪物」 「DESIRE -情熱-」                                                     | ゲーム『D4DJ Groovy Mix』関連曲                                  |
| 2月24日  | ぐるぐるDJ TURN!!                                                             | D4DJ ALL STARS | 「LOVE!HUG!GROOVY!!」                                                                    | ゲーム『D4DJ Groovy Mix』主題歌                                  |
| 7月21日  | クライノイド                                                                  | 燐舞曲 | 「クライノイド」 「群青のフローセカ」                                                    | 『D4DJ』関連曲                                                   |
| 7月21日  | D4DJ Groovy Mix カバートラックス vol.2                                        | 燐舞曲 | 「東京テディベア」 「無限∞REBIRTH」                                                      | ゲーム『D4DJ Groovy Mix』関連曲                                  |
| 8月28日  | なんてカラフルな世界！[D4DJ Remix]                                            | D4DJ ALL STARS | 「なんてカラフルな世界！[D4DJ Remix]」                                                   | ゲーム『D4DJ Groovy Mix』関連曲                                  |
| 11月10日 | [Re] termination                                                              | 燐舞曲 | 「[Re] termination」 「Celsius」                                                         | 『D4DJ』関連曲                                                   |
| 11月24日 | D4DJ 6ユニット3rd Single連動購入特典CD                                        | D4DJ ALL STARS | 「ぷっちみくパーチナィ！」                                                               | 『D4DJ』関連曲                                                   |
| 11月24日 | D4DJ 6ユニット3rd Single連動購入特典CD C ver.                                 | 燐舞曲 | 「ぷっちみくパーチナィ！」                                                               | 『D4DJ』関連曲                                                   |
| 2022年   |                                                                               | |                                                                                          |                                                                  |
| 1月26日  | D4DJ Groovy Mix カバートラックス vol.3                                        | 燐舞曲 | 「輪舞-revolution」 「おなじ星」                                                         | ゲーム『D4DJ Groovy Mix』関連曲                                  |
| 4月27日  | D4DJ Groovy Mix カバートラックス vol.4                                        | 燐舞曲 | 「Leia」 「Journey through the Decade」                                                  | ゲーム『D4DJ Groovy Mix』関連曲                                  |
| 5月25日  | 神蕾-シン・ライ- A ver.                                                       | 燐舞曲 | 「BLACK LOTUS」                                                                          | テレビアニメ『D_CIDE TRAUMEREI THE ANIMATION』エンディングテーマ |
| 5月25日  | 神蕾-シン・ライ- A ver.                                                       | 燐舞曲 | 「神蕾-シン・ライ-」 「夜想曲」 「ReTINA」 「群青のフローセカ (神蕾-シン・ライ- Remix)」 | 『D4DJ』関連曲                                                   |
| 5月25日  | 神蕾-シン・ライ- B ver.                                                       | 燐舞曲 | 「ニルヴァナ (神蕾-シン・ライ- Remix)」                                                  | 『D4DJ』関連曲                                                   |
| 7月20日  | D4DJ Groovy Mix カバートラックス vol.5                                        | 燐舞曲 | 「unravel」 「I believe what you said」                                                  | ゲーム『D4DJ Groovy Mix』関連曲                                  |
| 10月26日 | D4DJ Groovy Mix カバートラックス vol.6                                        | 燐舞曲 | 「深い森」 「killy killy JOKER」                                                         | ゲーム『D4DJ Groovy Mix』関連曲                                  |
| 11月16日 | FAKE OFF / 天使と悪魔                                                         | Merm4id×燐舞曲 | 「FAKE OFF」                                                                             | テレビアニメ『D4DJ Double Mix』主題歌                            |
| 11月16日 | FAKE OFF / 天使と悪魔                                                         | Merm4id×燐舞曲 | 「天使と悪魔」                                                                           | 『D4DJ』関連曲                                                   |
| 2023年   |                                                                               | |                                                                                          |                                                                  |
| 1月25日  | D4DJ Groovy Mix カバートラックス vol.7                                        | 燐舞曲 | 「DAYBREAK'S BELL」 「カミサマネジマキ」                                                 | ゲーム『D4DJ Groovy Mix』関連曲                                  |
| 2月15日  | Maihime                                                                       | 燐舞曲 | 「ARCANA」                                                                               | テレビアニメ『D4DJ All Mix』挿入歌                               |
| 5月3日   | - 茈 -                                                                        | 燐舞曲 | 「-World Etude-」 「昊天 -koten-」 「ReTINA（Maozon Remix）」 「prayer（咲人-Remix-）」  | 『D4DJ』関連曲                                                   |
| 7月12日  | D4DJ Groovy Mix カバートラックス vol.8                                        | 燐舞曲 | 「KiLLiNG ME」 「奏（かなで）」                                                          | ゲーム『D4DJ Groovy Mix』関連曲                                  |
| 9月20日  | 夢想曲 -Träumerei-                                                            | 燐舞曲 | 「夢想曲 -Träumerei-」 「花の手錠と魔物の箱庭」                                          | 『D4DJ』関連曲                                                   |
| 12月20日 | D4DJ EXCLUSIVE TRACKS                                                         | D4DJ ALL STARS | 「LOVE!HUG!GROOVY!! +nova」                                                              | ゲーム『D4DJ Groovy Mix』関連曲                                  |
| 12月20日 | D4DJ EXCLUSIVE TRACKS                                                         | 燐舞曲 | 「瞬動-movement-（Maozon Remix）」                                                       | ゲーム『D4DJ Groovy Mix』関連曲                                  |
| 2024年   |                                                                               | |                                                                                          |                                                                  |
| 2月14日  | 雨音                                                                          | 燐舞曲 | 「雨音」 「Blooming rose in the other world」                                            | ゲーム『D4DJ Groovy Mix』関連曲                                  |
| 4月24日  | D4DJ Groovy Mix カバートラックス vol.9                                        | 燐舞曲 | 「デート・ア・ライブ」 「火炎」                                                          | ゲーム『D4DJ Groovy Mix』関連曲                                  |
| 5月22日  | D4DJ XROSS∞BEAT                                                               | Merm4id×燐舞曲 | 「Vs or vS」                                                                             | ゲーム『D4DJ Groovy Mix』関連曲                                  |
| 5月22日  | D4DJ XROSS∞BEAT                                                               | Photon Maiden×燐舞曲 | 「灰燼のアシェンプテル」                                                                 | ゲーム『D4DJ Groovy Mix』関連曲                                  |
| 2025年   |                                                                               | |                                                                                          |                                                                  |
| 1月15日  | -未来-                                                                        | 燐舞曲 | 「ラストソング」                                                                         | 『D4DJ』関連曲                                                   |
| 1月15日  | -未来-                                                                        | 月見山渚（大塚紗英） | 「ツキミソウ」                                                                           | ゲーム『D4DJ Groovy Mix』関連曲                                  |
| 3月5日   | SUPERSTAR                                                                     | Happy Around!・Peaky P-key・Photon Maiden・Merm4id・燐舞曲・Lyrical Lily・UniChØrd | 「SUPERSTAR」                                                                            | ゲーム『D4DJ Groovy Mix』関連曲                                  |

### 楽曲提供
| 発売日        | アーティスト   | 曲名             | 収録作品               | レーベル    | 備考       |
| ------------- | -------------- | ---------------- | ---------------------- | ----------- | ---------- |
| 2022年3月16日 | スピラ・スピカ | なんてね、バカ。 | 『ナガレボシトレイン』 | SACRA MUSIC | 作詞・作曲 |
| 2025年2月5日  | 鈴木愛奈       | ほんのスパークル | ほんのスパークル       | Lantis      | 作詞・作曲 |

### 参加作品
| 発売日        | タイトル                                          | 参加曲                            | 備考                                                   |
| ------------- | ------------------------------------------------- | --------------------------------- | ------------------------------------------------------ |
| 2017年3月1日  | Raychell『Are you ready to FIGHT』                | 「You make me feel so bad」       | ギターで参加。                                         |
| 2024年5月29日 | tonari no Hanako『あの手この手で feat. 大塚紗英』 | 「あの手この手で feat. 大塚紗英」 | ゲスト・ボーカルで参加。ミュージック・ビデオにも出演。 |

## タイアップ曲
| 楽曲                  | タイアップ                                   | 時期   |
| --------------------- | -------------------------------------------- | ------ |
| What's your Identity? | テレビアニメ『エッグカー』オープニングテーマ | 2019年 |

## 書籍

### 写真集
- Saestain（2019年4月26日発売、講談社）ISBN 978-4-06-515547-9